# Gérard Quintyn
 (juin 2009).
Gérard Quintyn, né le 2 janvier 1947 à Choisy-le-Roi, est un cycliste et entraineur cycliste français.
Après sa carrière de cycliste, il a été entraîneur national de poursuite de 1977 à 1992 puis responsable du pôle Sprint à l'INSEP.

## Palmarès

### Championnats du monde
- Paris 1970
  -  Médaillé de bronze de la vitesse
  -  Médaillé de bronze en tandem (avec Daniel Morelon)

## Palmarès entraîneur
- entraîneur de Florian Rousseau aux JO de 1996 du kilomètre.
- entraîneur de Florian Rousseau aux JO de 2000 en keirin.
- 2 médailles d'argent aux JO (Florian Rousseau de 2000 en vitesse, Arnaud Tournant de 2004 au kilomètre.
- 13 titres de Champion du monde
- 3 médailles d'argent aux  Championnats du monde
- 7 médailles de bronze aux Championnats du monde

- entraîneur, avec Daniel Morelon de Laurent Gané, Florian Rousseau et Arnaud Tournant aux JO de 2000 et 2004 en vitesse par équipe.
- entraîneur, avec Daniel Morelon de Vincent Le Quellec, Florian Rousseau et Arnaud Tournant aux Championnats du monde de 1997 et 1998 en vitesse par équipe.
- entraîneur, avec Daniel Morelon de Laurent Gané, Florian Rousseau et Arnaud Tournant aux Championnats du monde de 1999, 2000 et 2001 en vitesse par équipe.
- entraîneur, avec Daniel Morelon de Laurent Gané, Florian Bourguain et Arnaud Tournant aux Championnats du monde de 2004 en vitesse par équipe
- 2 médailles d'argent avec Daniel Morelon aux Championnats du monde en 1995 et 2003 en vitesse par équipe
- 1 médaille de bronze avec Daniel Morelon aux Championnats du monde en 1996 en vitesse par équipe

## Distinctions
- Prix Pierre-Paul Heckly de l'Académie des sports en 1999